# جوي ميلر
جوي ميلر (بالإنجليزية: Joey Miller)‏ هو سائق سيارة سباق ومهندس أمريكي، ولد في 22 يناير 1985 في ليكفيل في الولايات المتحدة.